# 拉吉寺
拉吉寺，位于西藏自治区日喀则市康马县，是一座藏传佛教萨迦派寺院。

## 简介
1250年，扎巴坚增创建拉吉寺，为江孜白居寺的分寺之一。历史上，该寺僧人最多时达90人。该寺信奉萨迦派，主供金刚持。该寺坐北朝南，由经堂、佛殿、丹珠尔拉康、喇嘛卧室组成。1966年，全寺被毁灭，如今仅存遗址。1990年，重新修建拉吉寺，到21世纪初占地面积1207平方米。该寺的主要文物有：松肯吉热供堂之铃一件，在木板上绘制的坛场一件，绸缎制挂幡一件。